# Gran Premio motociclistico del Qatar 2021
Il Gran Premio motociclistico del Qatar 2021 è stato la prima prova su diciotto del motomondiale 2021, disputato il 28 marzo sul circuito di Losail. Le vittorie nelle tre classi sono andate rispettivamente a: Maverick Viñales in MotoGP, Sam Lowes in Moto2 e Jaume Masiá in Moto3.

## MotoGP

### Arrivati al traguardo
| Pos. | Nº | Pilota            | Squadra                     | Motocicletta       | Giri | Tempo     | Griglia | Punti |
| ---- | -- | ----------------- | --------------------------- | ------------------ | ---- | --------- | ------- | ----- |
| 1º   | 12 | Maverick Viñales  | Monster Energy Yamaha       | Yamaha YZR-M1      | 22   | 42:28.663 | 3º      | 25    |
| 2º   | 5  | Johann Zarco      | Pramac Racing               | Ducati Desmosedici | 22   | +1.092    | 6º      | 20    |
| 3º   | 63 | Francesco Bagnaia | Ducati Lenovo               | Ducati Desmosedici | 22   | +1.129    | 1º      | 16    |
| 4º   | 36 | Joan Mir          | Suzuki Ecstar               | Suzuki GSX-RR      | 22   | +1.222    | 10º     | 13    |
| 5º   | 20 | Fabio Quartararo  | Monster Energy Yamaha       | Yamaha YZR-M1      | 22   | +3.030    | 2º      | 11    |
| 6º   | 42 | Álex Rins         | Suzuki Ecstar               | Suzuki GSX-RR      | 22   | +3.357    | 9º      | 10    |
| 7º   | 41 | Aleix Espargaró   | Aprilia Racing Team Gresini | Aprilia RS-GP      | 22   | +5.934    | 8º      | 9     |
| 8º   | 44 | Pol Espargaró     | Repsol Honda                | Honda RC213V       | 22   | +5.990    | 12º     | 8     |
| 9º   | 43 | Jack Miller       | Ducati Lenovo               | Ducati Desmosedici | 22   | +7.058    | 5º      | 7     |
| 10º  | 23 | Enea Bastianini   | Esponsorama Racing          | Ducati Desmosedici | 22   | +9.288    | 13º     | 6     |
| 11º  | 6  | Stefan Bradl      | Repsol Honda                | Honda RC213V       | 22   | +10.299   | 17º     | 5     |
| 12º  | 46 | Valentino Rossi   | Petronas Yamaha SRT         | Yamaha YZR-M1      | 22   | +10.742   | 4º      | 4     |
| 13º  | 88 | Miguel Oliveira   | Red Bull KTM Factory Racing | KTM RC16           | 22   | +11.457   | 15º     | 3     |
| 14º  | 33 | Brad Binder       | Red Bull KTM Factory Racing | KTM RC16           | 22   | +14.100   | 19º     | 2     |
| 15º  | 89 | Jorge Martín      | Pramac Racing               | Ducati Desmosedici | 22   | +16.422   | 14º     | 1     |
| 16º  | 10 | Luca Marini       | SKY VR46 Esponsorama        | Ducati Desmosedici | 22   | +20.916   | 18º     |       |
| 17º  | 27 | Iker Lecuona      | Tech 3 KTM Factory Racing   | KTM RC16           | 22   | +21.026   | 21º     |       |
| 18º  | 21 | Franco Morbidelli | Petronas Yamaha SRT         | Yamaha YZR-M1      | 22   | +23.892   | 7º      |       |
| 19º  | 32 | Lorenzo Savadori  | Aprilia Racing Team Gresini | Aprilia RS-GP      | 22   | +46.346   | 22º     |       |

### Ritirati
| Nº | Pilota           | Squadra                   | Motocicletta | Giri | Griglia |
| -- | ---------------- | ------------------------- | ------------ | ---- | ------- |
| 73 | Álex Márquez     | LCR Honda Castrol         | Honda RC213V | 13   | 16º     |
| 30 | Takaaki Nakagami | LCR Honda Idemitsu        | Honda RC213V | 6    | 11º     |
| 9  | Danilo Petrucci  | Tech 3 KTM Factory Racing | KTM RC16     | 0    | 20º     |

## Moto2
Simone Corsi e Barry Baltus non prendono parte alla gara.

### Arrivati al traguardo
| Pos. | Nº | Pilota                | Squadra                  | Motocicletta | Giri | Tempo     | Griglia | Punti |
| ---- | -- | --------------------- | ------------------------ | ------------ | ---- | --------- | ------- | ----- |
| 1º   | 22 | Sam Lowes             | Elf Marc VDS Racing      | Kalex        | 20   | 40'03.123 | 1º      | 25    |
| 2º   | 87 | Remy Gardner          | Red Bull KTM Ajo         | Kalex        | 20   | +2.260    | 6º      | 20    |
| 3º   | 21 | Fabio Di Giannantonio | Federal Oil Gresini      | Kalex        | 20   | +5.228    | 7º      | 16    |
| 4º   | 72 | Marco Bezzecchi       | SKY Racing Team VR46     | Kalex        | 20   | +5.241    | 4º      | 13    |
| 5º   | 25 | Raúl Fernández        | Red Bull KTM Ajo         | Kalex        | 20   | +6.145    | 2º      | 11    |
| 6º   | 16 | Joe Roberts           | Italtrans Racing         | Kalex        | 20   | +6.786    | 5º      | 10    |
| 7º   | 96 | Jake Dixon            | Petronas Sprinta Racing  | Kalex        | 20   | +8.721    | 10º     | 9     |
| 8º   | 23 | Marcel Schrötter      | Liqui Moly Intact GP     | Kalex        | 20   | +10.911   | 13º     | 8     |
| 9º   | 64 | Bo Bendsneyder        | Pertamina Mandalika SAG  | Kalex        | 20   | +12.493   | 3º      | 7     |
| 10º  | 9  | Jorge Navarro         | MB Conveyors Speed Up    | Boscoscuro   | 20   | +16.800   | 8º      | 6     |
| 11º  | 6  | Cameron Beaubier      | American Racing          | Kalex        | 20   | +17.147   | 22º     | 5     |
| 12º  | 13 | Celestino Vietti      | SKY Racing Team VR46     | Kalex        | 20   | +17.289   | 9º      | 4     |
| 13º  | 44 | Arón Canet            | Inde Aspar Team          | Boscoscuro   | 20   | +17.527   | 12º     | 3     |
| 14º  | 37 | Augusto Fernández     | Elf Marc VDS Racing      | Kalex        | 20   | +17.540   | 21º     | 2     |
| 15º  | 12 | Thomas Lüthi          | Pertamina Mandalika SAG  | Kalex        | 20   | +17.816   | 17º     | 1     |
| 16º  | 14 | Tony Arbolino         | Liqui Moly Intact GP     | Kalex        | 20   | +18.211   | 18º     |       |
| 17º  | 79 | Ai Ogura              | Idemitsu Honda Team Asia | Kalex        | 20   | +19.143   | 19º     |       |
| 18º  | 19 | Lorenzo Dalla Porta   | Italtrans Racing         | Kalex        | 20   | +19.220   | 14º     |       |
| 19º  | 62 | Stefano Manzi         | Flexbox HP40             | Kalex        | 20   | +25.806   | 24º     |       |
| 20º  | 5  | Yari Montella         | MB Conveyors Speed Up    | Boscoscuro   | 20   | +30.664   | 27º     |       |
| 21º  | 75 | Albert Arenas         | Inde Aspar Team          | Boscoscuro   | 20   | +30.708   | 23º     |       |
| 22º  | 11 | Nicolò Bulega         | Federal Oil Gresini      | Kalex        | 20   | +32.764   | 11º     |       |

### Ritirati
| Nº | Pilota              | Squadra                  | Motocicletta | Giri | Griglia |
| -- | ------------------- | ------------------------ | ------------ | ---- | ------- |
| 35 | Somkiat Chantra     | Idemitsu Honda Team Asia | Kalex        | 19   | 27º     |
| 97 | Xavi Vierge         | Petronas Sprinta Racing  | Kalex        | 14   | 15º     |
| 40 | Héctor Garzó        | Flexbox HP40             | Kalex        | 9    | 22º     |
| 55 | Hafizh Syahrin      | NTS RW Racing GP         | NTS          | 9    | 20º     |
| 7  | Lorenzo Baldassarri | MV Agusta Forward Racing | MV Agusta F2 | 6    | 26º     |
| 42 | Marcos Ramírez      | American Racing          | Kalex        | 0    | 6º      |

## Moto3

### Arrivati al traguardo
| Pos. | Nº | Pilota             | Squadra                     | Motocicletta  | Giri | Tempo     | Griglia | Punti |
| ---- | -- | ------------------ | --------------------------- | ------------- | ---- | --------- | ------- | ----- |
| 1º   | 5  | Jaume Masiá        | Red Bull KTM Ajo            | KTM RC 250 GP | 18   | 38:29.620 | 5º      | 25    |
| 2º   | 37 | Pedro Acosta       | Red Bull KTM Ajo            | KTM RC 250 GP | 18   | +0.042    | 11º     | 20    |
| 3º   | 40 | Darryn Binder      | Petronas Sprinta Racing     | Honda NSF250R | 18   | +0.094    | 1º      | 16    |
| 4º   | 11 | Sergio García      | GasGas Gaviota Aspar        | Gas Gas       | 18   | +0.435    | 8º      | 13    |
| 5º   | 2  | Gabriel Rodrigo    | Indonesian Racing Gresini   | Honda NSF250R | 18   | +0.880    | 7º      | 11    |
| 6º   | 23 | Niccolò Antonelli  | Avintia Esponsorama         | KTM RC 250 GP | 18   | +0.899    | 10º     | 10    |
| 7º   | 28 | Izan Guevara       | GasGas Gaviota Aspar        | Gas Gas       | 18   | +0.965    | 2º      | 9     |
| 8º   | 24 | Tatsuki Suzuki     | SIC58 Squadra Corse         | Honda NSF250R | 18   | +2.214    | 28º     | 8     |
| 9º   | 27 | Kaito Toba         | CIP Green Power             | KTM RC 250 GP | 18   | +1.950    | 6º      | 7     |
| 10º  | 50 | Jason Dupasquier   | CarXpert PrüstelGP          | KTM RC 250 GP | 18   | +2.219    | 12º     | 6     |
| 11º  | 55 | Romano Fenati      | Sterilgarda Max Racing Team | Husqvarna     | 18   | +2.316    | 18º     | 5     |
| 12º  | 99 | Carlos Tatay       | Avintia Esponsorama         | KTM RC 250 GP | 18   | +2.298    | 14º     | 4     |
| 13º  | 12 | Filip Salač        | Rivacold Snipers            | Honda NSF250R | 18   | +2.345    | 23º     | 3     |
| 14º  | 6  | Ryusei Yamanaka    | CarXpert PrüstelGP          | KTM RC 250 GP | 18   | +2.434    | 21º     | 2     |
| 15º  | 73 | Maximilian Kofler  | CIP Green Power             | KTM RC 250 GP | 18   | +14.768   | 16º     | 1     |
| 16º  | 92 | Yuki Kunii         | Honda Team Asia             | Honda NSF250R | 18   | +14.834   | 20º     |       |
| 17º  | 31 | Adrián Fernández   | Sterilgarda Max Racing Team | Husqvarna     | 18   | +22.187   | 22º     |       |
| 18º  | 82 | Stefano Nepa       | BOE Owlride                 | KTM RC 250 GP | 18   | +22.277   | 25º     |       |
| 19º  | 20 | Lorenzo Fellon     | SIC58 Squadra Corse         | Honda NSF250R | 18   | +28.282   | 27º     |       |
| 20º  | 53 | Deniz Öncü         | Red Bull KTM Tech 3         | KTM RC 250 GP | 18   | +41.283   | 19º     |       |
| 21º  | 19 | Andi Farid Izdihar | Honda Team Asia             | Honda NSF250R | 18   | +44.976   | 26º     |       |

### Ritirati
| Nº | Pilota         | Squadra                   | Motocicletta  | Giri | Griglia |
| -- | -------------- | ------------------------- | ------------- | ---- | ------- |
| 71 | Ayumu Sasaki   | Red Bull KTM Tech 3       | KTM RC 250 GP | 17   | 15º     |
| 43 | Xavier Artigas | Leopard Racing            | Honda NSF250R | 7    | 24º     |
| 17 | John McPhee    | Petronas Sprinta Racing   | Honda NSF250R | 2    | 3º      |
| 16 | Andrea Migno   | Rivacold Snipers          | Honda NSF250R | 2    | 17º     |
| 52 | Jeremy Alcoba  | Indonesian Racing Gresini | Honda NSF250R | 2    | 4º      |
| 54 | Riccardo Rossi | BOE Owlride               | KTM RC 250 GP | 1    | 9º      |
| 7  | Dennis Foggia  | Leopard Racing            | Honda NSF250R | 0    | 13º     |